# Valle de Chalco Solidaridad
Valle de Chalco de Solidaridad és un municipi de l'estat de Mèxic. Xico és el cap de municipi i principal centre de població d'aquesta municipalitat. Aquest municipi és a la part nord-occidental de l'estat de Mèxic. Limita al nord amb els municipis de La Paz i Chimalhuacán, al sud amb Chalco, a l'oest amb Chalco i a l'est amb Ciutat de Mèxic.